# الإجهاض في بلغاريا
أصبح الإجهاض في بلغاريا قانونيًا عند الطلب خلال الأسابيع الـ 12 الأولى من الحمل منذ 1 فبراير 1990. بين 12 و 20 أسبوعًا, يُسمح بالإجهاض فقط للنساء اللواتي يعانين من أمراض معينة قد تعرض حياتها أو حياة الطفل للخطر, وبعد 20 أسبوعًا يُسمح بالإجهاض فقط إذا كانت حياة المرأة في خطر أو كان الجنين مصابًا بأضرار وراثية شديدة.
تم تقنين عمليات الإجهاض بموجب مرسوم صادر عن وزارة الصحة العامة في 27 أبريل 1956, ينص على الإجهاض لجميع حالات الحمل في غضون الاثني عشر أسبوعًا الأولى لأي سبب من الأسباب, وفقط لأسباب علاجية بعد ذلك. تم تقييدهم بشدة بموجب مرسوم حكومي في فبراير 1968, صدر لمواجهة انخفاض معدلات المواليد. تتطلب معظم عمليات الإجهاض موافقة لجنة طبية خاصة, وقد تم حظرها بالكامل على النساء اللائي ليس لديهن أطفال, مع استثناءات طبية فقط. يمكن فقط للنساء فوق سن 45 أو مع ثلاثة أطفال أو أكثر الحصول على الإجهاض عند الطلب, إلا إذا كان الحمل قد مضى 10 أسابيع أو كانت المرأة قد حصلت على عملية إجهاض في الأشهر الستة السابقة. تم تمديد القيود في أبريل 1973 لتشمل النساء اللواتي ليس لديهن أطفال أو طفل واحد فقط. لا يمكن الحصول على الإجهاض إلا في حالة الاغتصاب أو سفاح القربى, أو بالنسبة للنساء غير المتزوجات اللائي لم ينجبن دون سن 18 عامًا, أو للنساء فوق سن 45 ولديهن طفل واحد, أو في حالات المرض الذي يهدد حياة المرأة أو بقاء الجنين. تم تخفيف القيود قليلاً في عام 1974, ولكن بقيت معظم القيود حتى مرسوم 1 فبراير 1990. على الرغم من القيود, ظلت معدلات الإجهاض مرتفعة للغاية, مع عمليات إجهاض أكثر من المواليد الأحياء في كل عام بين 1976 و 1990.
معدل الإجهاض في بلغاريا, والذي كان 21.3 حالة إجهاض لكل 1000 امرأة تتراوح أعمارهن بين 15 و 44 عامًا في عام 2003, آخذ في الانخفاض. اعتبارًا من 2010, 14.7 عملية إجهاض لكل 1000 امرأة تتراوح أعمارهن بين 15 و 44 عامًا. أثار معدل الإجهاض المرتفع في بلغاريا مخاوف على الصحة العامة.
تم تسجيل الميفبريستون (الإجهاض الدوائي) في عام 2013.